# Svetovno prvenstvo v biatlonu 2010
Svetovno prvenstvo v biatlonu 2010 je oseminštirideseto svetovno prvenstvo v biatlonu, ki je potekalo 28. marca 2010 v Hanti-Mansijsku, Rusija, v mešani štafeti, disciplini, ki ni bila v programu olimpijskih tekmovanj v biatlonu.

## Dobitniki medalj

### Mešano
| Disciplina         | Zlato                                                                       | Zlato     | Srebro                                                                                     | Srebro    | Bron                                                                                    | Bron      |
| 2 x 6 + 2 x 7,5 km | Nemčija · Simone Hauswald · Magdalena Neuner · Simon Schempp · Arnd Peiffer | 1:18:17,4 | Norveška · Ann Kristin Flatland · Tora Berger · Emil Hegle Svendsen · Ole Einar Bjørndalen | 1:19:41,4 | Švedska · Helena Jonsson · Anna Carin Olofsson-Zidek · Björn Ferry · Carl Johan Bergman | 1:19:48,2 |

## Medalje po državah
| Poz | Država   | Zlato | Srebro | Bron | Skupaj |
| 1   | Nemčija  | 1     | 0      | 0    | 1      |
| 2   | Norveška | 0     | 1      | 0    | 1      |
| 3   | Švedska  | 0     | 0      | 1    | 1      |